# Casa-Museo León y Castillo

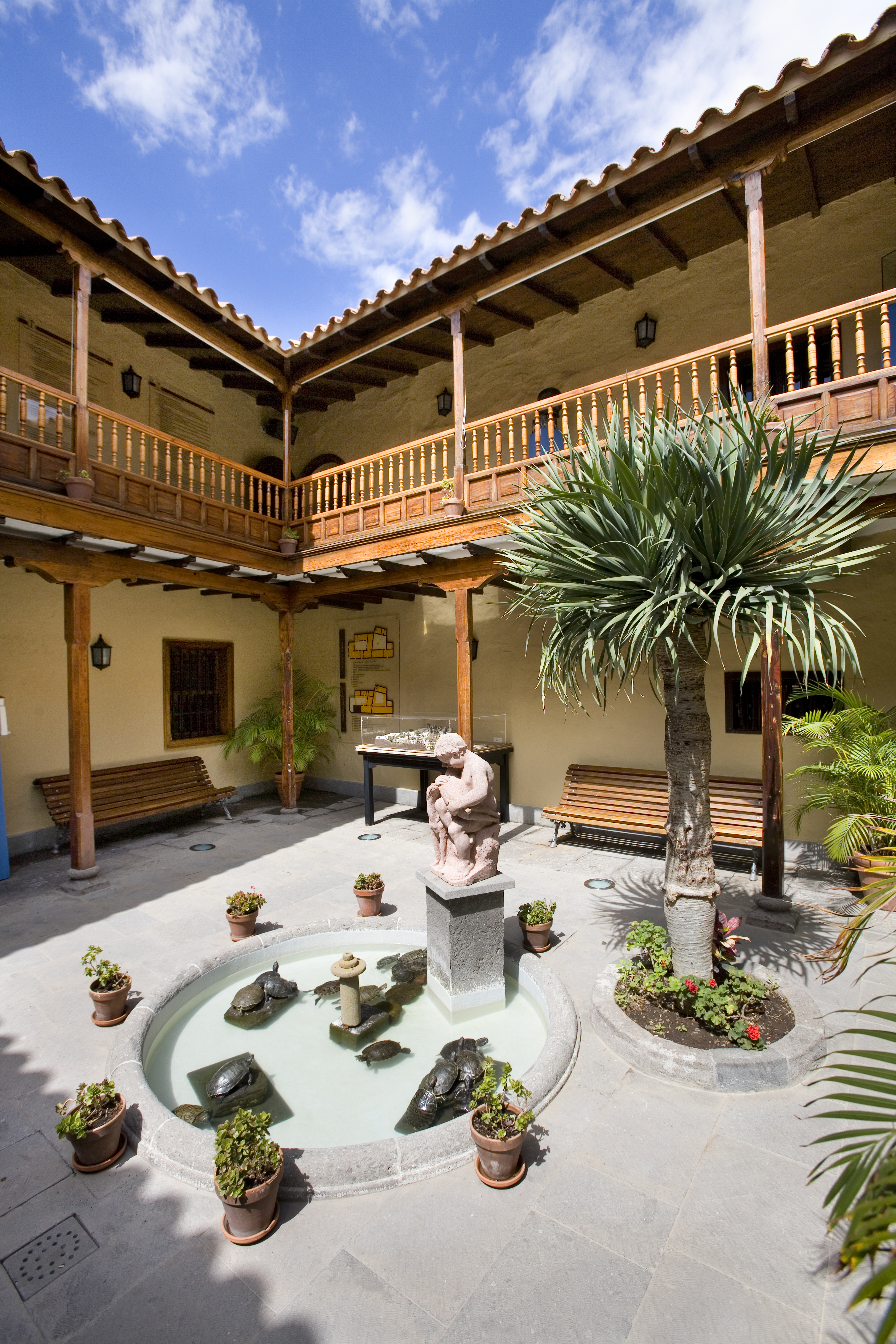
Patio

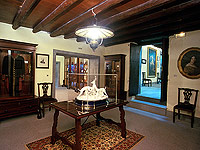
Sala 102, también llamada de los uniformes

La Casa-Museo León y Castillo es centro público adscrito a la Consejería de Cultura, Patrimonio Histórico y Museos del Cabildo de Gran Canaria. Está ubicado en Telde, Gran Canaria, Islas Canarias, España.
Un buen ejemplo de la arquitectura tradicional canaria, con influencia mudéjar, en la casa de los León y Castillo se conservan variados objetos personales, así como una colección documental-bibliográfica con interesantes ejemplares y ediciones únicas en su género y otra de pintura que recorre los siglos XVI al XX.

## Historia
La Casa-Museo León y Castillo, centro cultural y museístico y sito en el conjunto histórico de San Juan de la ciudad de Telde, fue creado por el Cabildo Insular de Gran Canaria en 1954, como homenaje a Fernando León y Castillo, I Marqués del Muni, y a su hermano Juan León y Castillo, ingeniero del proyecto del Puerto de La Luz de Las Palmas.
El Museo ocupa la casa natal de Fernando de León y Castillo y también el edificio colindante, lugar donde nació y vivió el poeta y dramaturgo Montiano Placeres Torón.
Los edificios que constituyen la sede de esta institución se estructuran en torno a dos patios centrales, en donde galerías con balcones funcionan como conectores y distribuidores de las diferentes dependencias. Una fachada con algunos ejemplos del arte gótico insular y una bella cocina del siglo XIX, con arcos de cantería gris basáltica, hacen de esta Casa-Museo, una de los edificios más destacadas del Conjunto Histórico de la zona fundacional de Telde.

## Archivo
Contiene más de 12.000 documentos originales, de los siglos XIX y XX, situados en el contexto de la Restauración borbónica e historia de las antiguas posesiones coloniales españolas de África, América y Asia, en su mayoría son parte del epistolario de Fernando de León y Castillo, que están firmadas por personajes de la talla de: Isabel II, Cánovas, Canalejas, Antonio Maura, Raimundo Madrazo, Benito Pérez Galdós, María Cristina de Habsburgo-Lorena, Sagasta, Juan Valera, Leopoldo O'Donnell, Francisco Silvela, Romanones, Emilia Pardo Bazán, etc..
Borradores y originales de manifiestos políticos y culturales, tratados internacionales, planes secretos de actuaciones diplomáticas, también forman parte de los escritos que están a disposición de los investigadores. Además, se puede acceder a más de 20.000 microfilmes que reproducen cartas de la familia real, y artículos de la Revista de España entre los años 1868-1878, fecha en la que fue dirigida por León y Castillo.
Por otra parte, se conservan íntegramente los planos originales, el proyecto y la memoria explicativa del Puerto de La Luz de Las Palmas de Gran Canaria, diseñados por Juan de León y Castillo.
Este servicio se complementa con unas amplias colecciones de fotografías, concernientes a la iconografía de los hermanos León y Castillo, Puerto de La Luz, familia real española, ciudades de Las Palmas de Gran Canaria y Telde, así como la célebre de Presentación Suárez de la Vega, con retratos firmados de personajes de la sociedad, política, artes etc., de los siglos XIX y XX.

## Biblioteca
Está formada por unos 10 000 libros de los que algo más de 3000 son ejemplares antiguos y especiales (primeras ediciones de las Constituciones Españolas desde 1812 a 1978, además de bellísimos ejemplares fechados entre finales del SXVI y principios del SXX).

## Hemeroteca histórica
Ofrece información de toda la actividad pública de los hermanos León y Castillo, con un total de 10.200 artículos. Los periódicos de publicación insular, tales como El Telégrafo, La Provincia, El Diario de Las Palmas, El Liberal o El Ómnibus son los ejemplares más apreciados y consultados, a los que se han unido hace poco La Esfera, La Gaceta de Madrid (1885-1934) y La Ilustración Española.

## Inventario de la colección
- Familia de los Sres. Marqueses del Muni, epistolario general, epistolario con la Familia Real Española, otros documentos.
- Julián Torón Navarro, epistolario, borradores de su obra en verso y prosa.
- Juan de León y Castillo, planos y otros documentos afines.
- Fernando de León y Castillo, epistolario, documentos diplomáticos.
- Montiano Placeres Torón, epistolario, biblioteca, borradores en verso y prosa.
- Alejandro Dávila León, documentos varios del Colegio Labor.
- José Arencibia Gil, documentos, manuscritos, dibujos y obra pictórica.
- Familia Calzada Fiol, epistolario.
- Francisco Rodríguez Batllori, epistolario.
- Casa Ruiz de Vergara, documentos contables y otros (siglos XVIII y XIX)
- Fondos artísticos y Museográficos
- Colección Documental de los siglos XVIII al XX
- Presentación Suárez de la Vega, colección de fotografías, postales, tarjetas y cartas autógrafas.
- Manuel Rivero Sánchez, epistolario de la guerra civil española (1936-1939).
- Colección Cartográfica (Europa, Canarias, África, Caribe y Filipinas)
- Colección Fotográfica
- Colección de Cordobanes (diferentes modelos de carteras de los siglos XIX y XX)
- Colección de Alfarería Popular Canarias (alto valor etnográfico)
- Colección de Grabados y Aguafuertes
- Colección Bibliográfica (libros antiguos, raros y curiosos, siglos XVII-XX)
- Colección de Porcelana y Cristal (vajilla y cristalería de principios del siglo XX)
- Colección de Armas (espadas, dagas, machetes, escopetas, trabucos y pistolones)
- Colección de Medallas Conmemorativas
- Colección de Condecoraciones
- Colección de Instrumentos Musicales (s. XIX y XX)
- Colección de Textiles (siglo XIX)
- Colección de Bastones (siglo XIX y XX)
- Colección de Relojes (relojes de bolsillo y de sobremesas)
- Colección de Cámaras Fotográficas
- Colección de Esculturas (siglo XIX y XX)
- Colección de Pintura (siglo XVI al XX)
- Colección de Eboraria (piezas en marfil de los siglos XIX y XX)
- Colección de Pitilleras y Pureras (siglos XIX y XX)
- Colección de Objetos suntuarios (siglos XIX y XX)
- Colección de Óptica (siglos XIX y XX)

## Sala de investigadores
El museo entiende que es su cometido ofertar el acceso a sus fondos para que los investigadores y estudiosos puedan conocerlos, a fin de sustentar las conclusiones de sus estudios y enriquecer sus conocimientos.
La Biblioteca y Archivo de esta institución es una unidad de información, cuya tarea es organizar, administrar, procesar, transferir, preservar y difundir fuentes de información, en cualquier soporte o formato, con el fin de asegurar su disponibilidad a todos los investigadores.